# Novoselskoye (Krasnodar)
Novoselskoye (del ruso: Новосельское) es un seló del raión de Novokubansk, en el krai de Krasnodar de Rusia. Está situado en las llanuras enmarcadas entre las vertientes septentrionales del Cáucaso Norte y la orilla occidental del río Kubán, 25 km al sur de Novokubansk y 162 km al este de Krasnodar. Tenía 1 276 habitantes en 2010.
Pertenece al municipio Novoselskoye.